# 3 (metro de Nueva York)
Para el antiguo servicio 3 BMT, véase 3 (BMT).
La 3 Seventh Avenue Express (línea 3 express de la 7.ª Avenida) es un servicio del metro de la ciudad de Nueva York. En las señales de las estaciones, el mapa del metro de Nueva York, los letreros digitales y los materiales rodantes de la IRT están pintados en color rojo porque representa el servicio proveído de la línea Broadway de la Séptima Avenida.
3 trenes operan todo el tiempo, excepto a altas horas de la noche y los domingos en tempranas horas de la mañana, entre la calle 148 en Harlem, Manhattan, y la Avenida New Lots en East New York, Brooklyn, funciona como ruta express en Manhattan y ruta local en Brooklyn. Cuando el servicio 3 no está en operación, es reemplazados por autobuses entre las calles 148 y 135; por el servicio 2 entre la calle 135 y la Avenida Franklin; y por el servicio 4 entre las avenidas Franklin y New Lots. En horas tempranas de cada domingo, funciona como "shuttles" (buses que lo llevan de acá para allá), y funciona como "shuttle" entre las calles 148 y 135th.
La flota del servicio 3 consiste de trenes modelos R62s y en algunas ocasiones con modelos R62As.
The following lines are used by the 3 servicio:
| Línea                                                                             | Vías    | Cuando                         |
| --------------------------------------------------------------------------------- | ------- | ------------------------------ |
| IRT Lenox Avenue Line (línea completa)                                            | N/D     | solo a altas horas de la noche |
| IRT Broadway–Seventh Avenue Line desde Calle 96 hacia la Calle Chambers           | express | solo a altas horas de la noche |
| IRT Broadway–Seventh Avenue Line, Brooklyn Branch, vía el túnel de la calle Clark | N/D     | solo a altas horas de la noche |
| IRT Eastern Parkway Line (línea completa)                                         | local   | solo a altas horas de la noche |

## Historia del servicio
| \| 3 AVE LENOX \| |
| Letrero R12       |
| 3 AVE LENOX       |

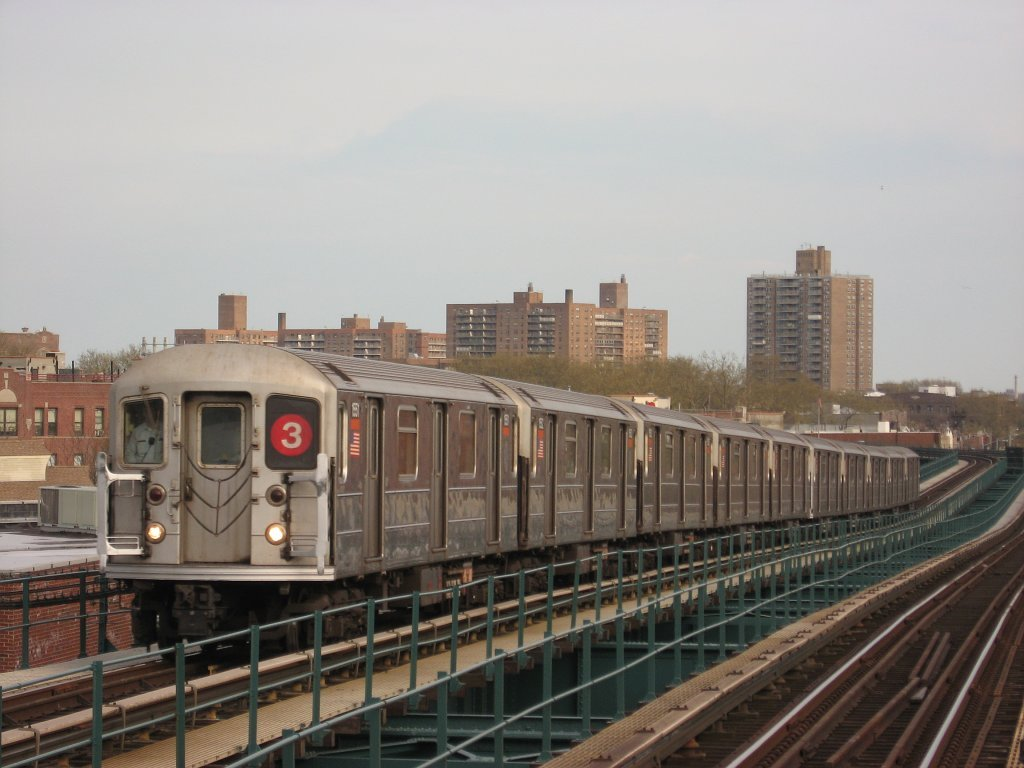
Un tren #3 que viene desde Manhattan entrando hacia la estación de la Ave. Sutter./Rutland Rd.

El 23 de noviembre de 1904, la línea de la avenida Lenox abrió entre la calle 91 y la calle 45th. Los trenes 3 funcionaron entre la calle 145-Avenida Lenox y el ayuntamiento, todas funcionando como rutas locales.
El 1 de julio de 1918, toda la línea Broadway-Séptima Avenida fue completada. Las rutas de los trenes del servicio 3 fueron cambiadas de la calle 42 de la línea de la avenida Lexington a esta nueva línea. Ahora hace paradas locales hacia el sur del Ferry.
Empezando desde el 4 de enero de 1955, los ternes 3 funcionaron como rutas express en Manhattan durante horas pico y fueron redirigidos hacia la avenida Flatbush, Brooklyn durante ese tiempo.
El 6 de febrero de 1959, los trenes hacían paradas express en Manhattan y funcionaban en la avenida Flatbush (todo el tiempo excepto a medianoche). Durante los 24 años siguientes, los trenes servían solo entre Flatbush y la avenida d New Lots hasta el 10 de julio de 1983, cuando fue permanentemente nombrada como la línea de la avenida New Lots para que las personas tuviesen acceso hacia Livonia Yard.
El 13 de mayo de 1968, las vías de los trenes fueron extendidas hasta la recientemente construida terminal de la calle 148-Lenox. Durante las media noches y horas tempranas de los domingos, los trenes funcionaban como rutas Shuttles (de acá para allá) entre las calles 148 y la 135 hasta 1995, cuando el "shuttle" fue dejado en desuso (excepto los domingos por la mañana y autobuses proveían servicios hacia la terminal Lenox.
De marzo a octubre de 1998, la línea de la avenida Lenox fue rehabilitada. La mayoría del servicio 3 volvió a funcionar en la calle 137–City College.
Después del 11 de septiembre de 2001, el servicio 3 empezó a funcionar como rutas locales en Manhattan. Después de un cambio a último momento entre la  calle 96, el servicio fue cambiado el 19 de septiembre de 2001. funcionó en Manhattan como una ruta express en Harlem–calle 148 y la calle 14 y fue reemplazada por el servicio 1 en Brooklyn.  Y empezó a funcionar la New Lots Avenue el 15 de septiembre de 2002.

## Estaciones
| Leyenda de la estación de servicio                       | Leyenda de la estación de servicio                       |
| -------------------------------------------------------- | -------------------------------------------------------- |
| Hace paradas todo el tiempo                              | Paradas todo el tiempo                                   |
| Hace paradas todo el tiempo                              | Paradas todo el tiempo excepto a altas horas de la noche |
| Hace paradas sólo en la noche                            | Paradas sólo en la noche                                 |
| Hace paradas sólo los días de semana                     | Paradas en días de semana                                |
| Hace paradas todo el tiempo, excepto en horas pico       | Paradas todo el tiempo excepto horas pico                |
| Hace paradas sólo en horas pico                          | Paradas sólo en horas pico                               |
| Hace paradas en horas pico en direcciones congestionadas | Paradas horas pico o vías congestionadas                 |
| Detalles del periodo de tiempo                           |                                                          |

| Servicio 3                  | Estación                       | Acceso para discapacitados | Transferencias | Conexiones                                           |
| --------------------------- | ------------------------------ | -------------------------- | --- | ---------------------------------------------------- |
| Manhattan                   |                                |                            | |                                                      |
| Hace paradas todo el tiempo | Harlem–Calle 148               |                            | |                                                      |
| Hace paradas todo el tiempo | Calle 145                      |                            | |                                                      |
| Hace paradas todo el tiempo | Calle 135                      | Acceso para discapacitados | 2 |                                                      |
| Hace paradas todo el tiempo | Calle 125                      |                            | 2 | M60 buses hacia el Aeropuerto LaGuardia              |
| Hace paradas todo el tiempo | Calle 116                      |                            | 2 |                                                      |
| Hace paradas todo el tiempo | Central Park North–Calle 110   |                            | 2 |                                                      |
| Hace paradas todo el tiempo | Calle 96                       | Acceso para discapacitados | 1 2 |                                                      |
| Hace paradas todo el tiempo | Calle 72                       | Acceso para discapacitados | 1 2 |                                                      |
| Hace paradas todo el tiempo | Times Square–Calle 42          | Acceso para discapacitados | 1 2 7 <7> (IRT Flushing Line) A C E (IND Eighth Avenue Line en calle 42–Autoridad Portuaria de la terminal de autobuses) N Q R W (BMT Broadway Line) S (42nd Street Shuttle) | Autoridad Portuaria de la terminal de autobuses      |
| Hace paradas todo el tiempo | Calle 34–Estación Penn         | Acceso para discapacitados | 1 2 | Amtrak, LIRR y NJ Transit en la estación Pensilvania |
| Hace paradas todo el tiempo | Calle 14                       |                            | 1 2 B D F M (IND Sixth Avenue Line en la calle 14) L (BMT Canarsie Line) |                                                      |
| Hace paradas todo el tiempo | Calle Chambers                 | Acceso para discapacitados | 2 |                                                      |
| Hace paradas todo el tiempo | Park Place                     |                            | 2 A C E (IND Eighth Avenue Line en la calle Chambers–World Trade Center) | PATH y el World Trade Center                         |
| Hace paradas todo el tiempo | Calle Fulton                   |                            | 2 4 5 (IRT Lexington Avenue Line) A C (IND Eighth Avenue Line) J Z (BMT Nassau Street Line)                                                                                  |                                                      |
| Hace paradas todo el tiempo | Calle Wall                     |                            | 2 |                                                      |
| Brooklyn                    |                                |                            | |                                                      |
| Hace paradas todo el tiempo | Calle Clark                    |                            | 2 |                                                      |
| Hace paradas todo el tiempo | Borough Hall                   | Acceso para discapacitados | 2 A D R (BMT Fourth Avenue Line) |                                                      |
| Hace paradas todo el tiempo | Calle Hoyt–Fulton Mall         |                            | 2 |                                                      |
| Hace paradas todo el tiempo | Calle Nevins                   |                            | 2 4 5 |                                                      |
| Hace paradas todo el tiempo | Avenida Atlantic               | Acceso para discapacitados | 2 4 5 B Q (BMT Brighton Line) D N R (BMT Fourth Avenue Line) | LIRR Atlantic Branch en la avenida Flatbush          |
| Hace paradas todo el tiempo | Calle Bergen                   |                            | 2 |                                                      |
| Hace paradas todo el tiempo | Grand Army Plaza               |                            | 2 |                                                      |
| Hace paradas todo el tiempo | Eastern Parkway–Museo Brooklyn |                            | 2 |                                                      |
| Hace paradas todo el tiempo | Avenida Franklin               |                            | 2 4 5 S (Franklin Avenue Shuttle) |                                                      |
| Hace paradas todo el tiempo | Avenida Nostrand               |                            | |                                                      |
| Hace paradas todo el tiempo | Avenida Kingston               |                            | |                                                      |
| Hace paradas todo el tiempo | Crown Heights–Avenida Utica    | Acceso para discapacitados | 2 4 5 |                                                      |
| Hace paradas todo el tiempo | Avenida Sutter–Rutland Road    |                            | 2 4 5 | Bus B15 hacia el Apto. Internacional JFK             |
| Hace paradas todo el tiempo | Avenida Saratoga               |                            | 2 4 5 |                                                      |
| Hace paradas todo el tiempo | Avenida Rockaway               |                            | 2 4 5 |                                                      |
| Hace paradas todo el tiempo | Calle Junius                   |                            | 2 4 5 |                                                      |
| Hace paradas todo el tiempo | Avenida Pennsylvania           |                            | 2 4 5 |                                                      |
| Hace paradas todo el tiempo | Avenida Van Siclen             |                            | 2 4 5 |                                                      |
| Hace paradas todo el tiempo | Avenida New Lots               |                            | 2 4 5 | Bus B15 hacia el Apto. Internacional JFK             |

- Altas horas de la noche, servicios de autobuses con los M7 y los buses M102 reemplazan a los trenes de las calles 148 y 135.